# Percy Colque
Percy Colque Paredes (La Paz, 23 de octubre de 1976) es un exfutbolista boliviano. Jugaba de defensa y su último club fue The Strongest. Fue internacional con la selección boliviana, donde jugó 20 partidos y anotó 2 goles. Participó con su selección en la Copa América de Colombia 2001 y en varias clasificatorias mundialistas.

## Clubes
| Club                | País    | Año         |
| ------------------- | ------- | ----------- |
| The Strongest       | Bolivia | 1995 - 1996 |
| Deportivo Municipal | Bolivia | 1997        |
| Chaco Petrolero     | Bolivia | 1998        |
| San José            | Bolivia | 1999        |
| The Strongest       | Bolivia | 2000 - 2001 |
| Tigres UANL         | México  | 2001        |
| Bolívar             | Bolivia | 2002 - 2005 |
| KF Tirana           | Albania | 2006        |
| Real Potosí         | Bolivia | 2007 - 2008 |
| The Strongest       | Bolivia | 2009 - 2011 |
| Meyrin FC           | Suiza   | 2014        |